# Sinumelon gawleri
Sinumelon gawleri är en snäckart som beskrevs av Alan Solem 1992. Sinumelon gawleri ingår i släktet Sinumelon och familjen Camaenidae. Inga underarter finns listade i Catalogue of Life.